# The Originals (seriál)
The Originals je americký dramatický fantasy televizní seriál, jehož autorkou je Julie Plecová. Premiérově byl vysílán v letech 2013–2018 na stanici The CW. Celkově bylo natočeno 92 dílů v pěti řadách. Vznikl jako spin-off seriálu Upíří deníky, naopak z The Originals byl dále odvozen seriál Odkaz.

## Příběh
Seriál se odehrává v New Orleans a soustředí se na trojici původních upírů – sourozence Mikaelsonovy, Klause (Joseph Morgan), Elijaha (Daniel Gillies) a Rebeku (Claire Holt). Během backdoor pilotu (20. díl 4. řady Upířích deníků) bylo prozrazeno, že Hayley (Phoebe Tonkin) je těhotná a čeká Klausovo dítě. Nyní se Klaus musí zbavit svého dávného chráněnce Marcela (Charles Michael Davis), aby udržel své dítě v pořádku. Rodina Mikaelsonových je tak zapletena do nadpřirozené politiky města, které ovládá právě Marcel, navíc do New Orleans přijdou i osoby z jejich dávné minulosti Mikaelsonových.

## Obsazení
- Joseph Morgan jako Niklaus „Klaus“ Mikaelson, samozvaný Král New Orleans, původní hybrid, z poloviny původní upír, z poloviny vlkodlak
- Daniel Gillies jako Elijah Mikaelson, Klausův polorodý bratr, původní upír
- Claire Holt jako Rebekah Mikaelson (1. řada, jako host ve 2.–5. řadě), Klausova polorodá sestra, původní upír
- Phoebe Tonkin jako Hayley Marshall, vlkodlak, později hybrid, matka Klausovy dcery Hope, Elijahova přítelkyně
- Charles Michael Davis jako Marcellus „Marcel“ Gerard, upír (později vylepšený upír) a bývalý otrok, který soupeří s Klausem o město New Orleans
- Daniella Pineda jako Sophie Deveraux (1. řada), čarodějka
- Leah Pipes jako Camille O'Connell (1.–3. řada, jako host ve 4. a 5. řadě), lidská terapeutka
- Danielle Campbell jako Davina Claire (1.–3. řada, jako host ve 4. a 5. řadě), čarodějka a Marcelova adoptivní dcera
- Yusuf Gatewood jako Vincent Griffith (2.–5. řada, jako host v 1. a 2. řadě), čaroděj
- Riley Voelkel jako Freya Mikaelson (3.–5. řada, jako host ve 2. řadě), Klausova polorodá sestra, čarodějka
- Danielle Rose Russell jako Hope Mikaelson (5. řada), dcera Klause a Hayley, tribrid
  - ve 4. a 5. řadě roli sedmileté Hope hrála jako host Summer Fontana
- Steven Krueger jako Joshua „Josh“ Rosza (5. řada, jako host v 1.–4. řadě), návštěvník v New Orleans, který se stane upírem

## Produkce
V lednu 2013 stanice The CW oznámila, že jeden díl ve čtvrté řadě seriálu Upíří deníky bude tzv. backdoor pilotem zaměřeným na původní upíry. Odvysílán byl 25. dubna 2013 a již o den později stanice skutečně objednala spin-off Upířích deníků s názvem The Originals. Hlavním tvůrcem se stala Julie Plec, jedna z autorek původního seriálu. Seriál byl natáčen ve městě Conyers v Georgii, štáb však příležitostně zavítal i do skutečného New Orleans.

## Vysílání
| Řada | Díly | Premiéra v USA  | Premiéra v USA  |
| Řada | Díly | První díl       | Poslední díl    |
| ---- | ---- | --------------- | --------------- |
| 1    | 22   | 3. října 2013   | 13. května 2014 |
| 2    | 22   | 6. října 2014   | 11. května 2015 |
| 3    | 22   | 8. října 2015   | 20. května 2016 |
| 4    | 13   | 17. března 2017 | 23. června 2017 |
| 5    | 13   | 20. dubna 2018  | 1. srpna 2018   |

První díl seriálu The Originals byl na stanici The CW odvysílán 3. října 2014. Již 10. října došlo k objednání dalších tří dílů a 12. listopadu 2013 stanice oznámila, že objednává dalších devět dílů, čímž seriál získal plnohodnotnou sezónu s 22 epizodami. Dne 13. února 2014 byla objednána druhá řada The Originals, 11. ledna 2015 třetí řada, 11. března 2016 zkrácená čtvrtá a 10. května 2017 zkrácená pátá, která byla o dva měsíce později označena za závěrečnou sérii. Poslední díl seriálu byl odvysílán 1. srpna 2018.

## Související seriál
Během vysílání závěrečné páté řady The Originals oznámila v květnu 2018 stanice The CW, že pro sezónu 2018/2019 objednala spin-off s názvem Odkaz, v němž je hlavní postavou Hope, dcera Klause a Hayley, v podání Danielle Rose Russell.